# Zweiraumkamera

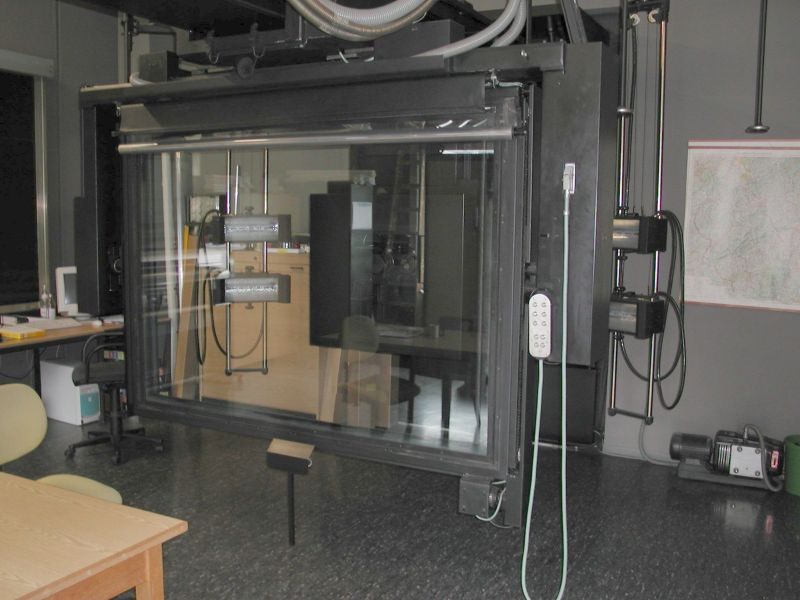
Zweiraumkamera (Hellraum), Vorlagehalterung im Vordergrund

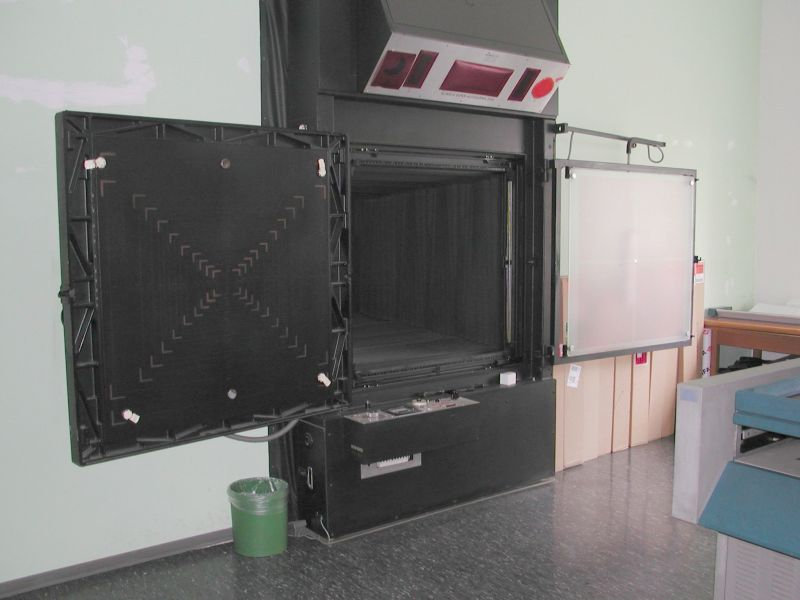
Zweiraumkamera (Dunkelraum), Steuereinheit unten, pneumatische Filmhalterung links

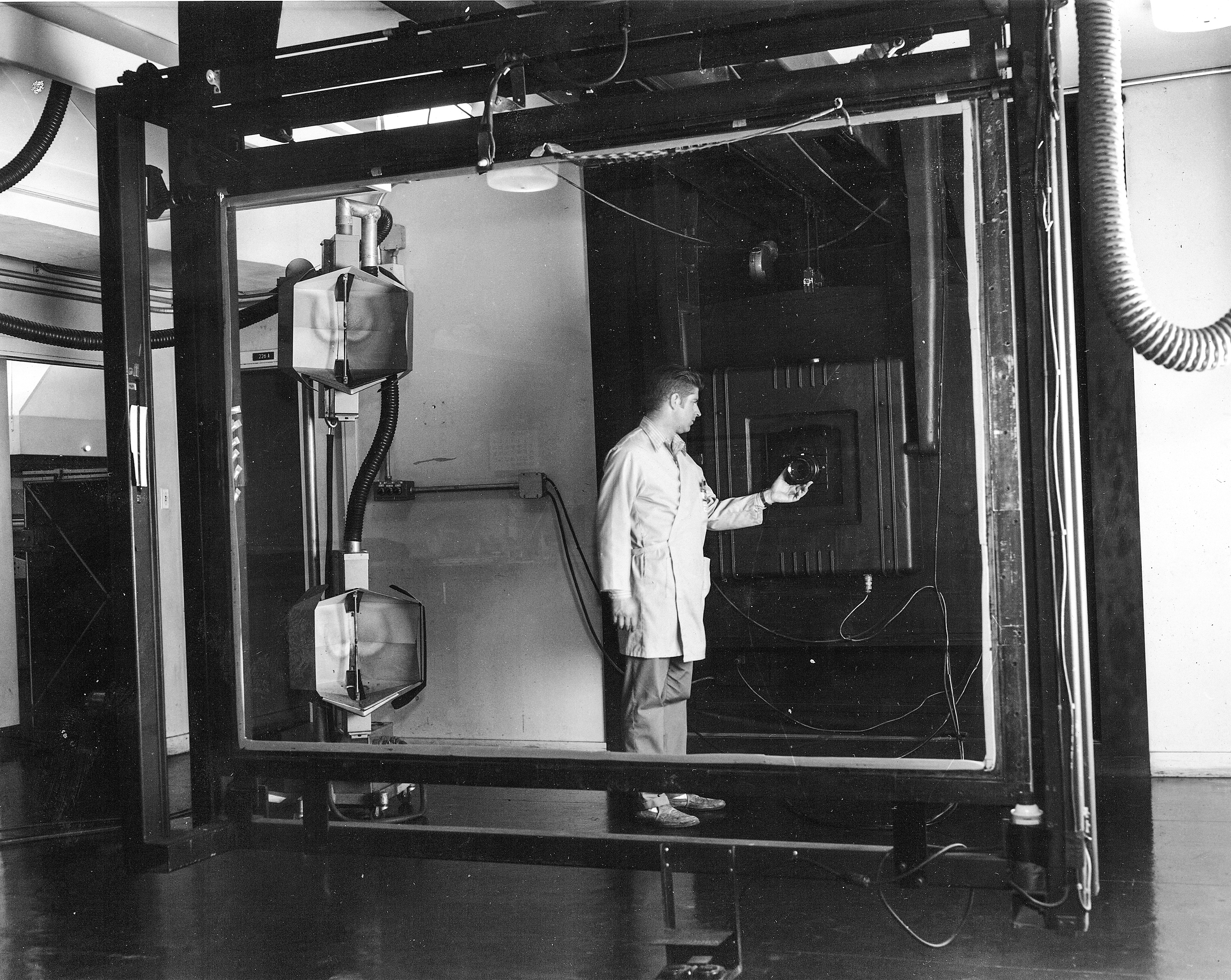
Zweiraumkamera (Hellraum) in Menlo Park, Kalifornien (1965)

Eine Zweiraumkamera ist eine Kamera für großformatige Filme, die in zwei Räumen (Hell- und Dunkelraum) aufgeteilt ist. Mit ihr werden in der Reproduktion vergrößerte/verkleinerte Kopien, Filme oder Dias von der flachen Vorlage (Landkarten, Gemälde, Filme etc.) erzeugt.
Die Zweiraumkamera besteht aus einem Kamerastativ mit Führungsschiene im Hellraum, auf der die einzelnen Komponenten (Objektive, Vorlagehalterung, Kamerabalgen) fest montiert sind. Auf den Vorlagenhalter wird die zu reproduzierende Vorlage aufgelegt. Die Beleuchtungseinheiten (z. B. Xenon-Lampen) leuchten die Vorlage optimal aus (Durchlicht/Auflicht).
Im benachbarten Dunkelraum kann man nun über ein Steuerpult die gesamten notwendigen Einstellungen für eine scharfe Aufnahme vornehmen. Danach wird die schwenkbare Filmhalterung mit einem Film versehen. Diese großformatigen Filme werden per Vakuum an die Filmhalterung angesaugt und zur Belichtung in die optische Achse der Kamera geschwenkt. Die Entwicklung der Filme erfolgt in großen Wannen bzw. in großen Durchzugsentwicklungsmaschinen, bei denen der zu entwickelnde Film hintereinander 3 Bäder (Developer, Fixierer, Wasser) durchläuft und anschließend mit Warmluft getrocknet wird.